# ایون هنسن عزیز (فیلم)
ایون هنسن عزیز (انگلیسی: Dear Evan Hansen)؛ یک فیلم آمریکایی در ژانر موزیکال به کارگردانی استیون شباسکی است که در سال ۲۰۲۱ اکران  شد. فیلم‌نامه این فیلم توسط استیون لونسن و بر اساس تئاتر موزیکالی به همین نام ساخته پاسک و پل و خود لونسن، به رشته تحریر درآمده است.
داستان فیلم، دربارهٔ یک دانش آموز دبیرستانی است که از اختلال اضطراب اجتماعی رنج می‌برد؛ بعد از آنکه یکی دوستانش را بر اثر خودکشی از دست می‌دهد درگیر یک ماجرای عجیب می‌شود. بازیگران فیلم همان گروه بازیگری نسخه اصلی نمایش تئاتر هستند از جمله بن پلت، جولیان مور، کیتلین دیور، ایمی آدامز، دنی پینو و آماندلا استنبرگ.
این فیلم در تاریخ ۲۴ سپتامبر ۲۰۲۱ توسط یونیورسال پیکچرز منتشر شد. فیلم با واکنش متوسط منتقدان همراه بود. صحنه‌های موزیکال، موسیقی و عملکرد تیم بازیگری تحسین شد اما روایت کند داستان مورد انتقاد قرار گرفت.